# Asa Andō
Asa Andō (安藤 麻?, Andō Asa; Asahikawa, 24 aprile 1996) è una sciatrice alpina giapponese.

## Biografia
Originaria di Otaru, la Andō in Far East Cup ha esordito il 1º dicembre 2011 a Wanlong in slalom speciale (7ª), ha conquistato il primo podio il 4 dicembre 2012 nelle medesime località e specialità (3ª) e la prima vittoria il 7 dicembre successivo, in slalom gigante ancora a Wanlong. Ha esordito in Coppa del Mondo il 25 ottobre 2014 a Sölden in slalom gigante, senza concludere la prova, ai Campionati mondiali a Sankt Moritz 2017, piazzandosi 35ª nello slalom gigante e non completando lo slalom speciale, e ai Giochi olimpici invernali a Pyeongchang 2018, dove non ha terminato lo slalom speciale.
Ai Mondiali di Åre 2019 è stata 27ª nello slalom gigante, mentre a quelli di Cortina d'Ampezzo 2021 si è piazzata 10ª nello slalom speciale, 14ª nella gara a squadre, non ha completato lo slalom gigante e non si è qualificata per la finale nello slalom parallelo; ai XXIV Giochi olimpici invernali di Pechino 2022 si è classificata 24ª nello slalom gigante e non ha completato lo slalom speciale, ai Mondiali di Courchevel/Méribel 2023 si è piazzata 28ª nello slalom speciale e a quelli di Saalbach-Hinterglemm 2025 è stata 24ª nello slalom speciale.

## Palmarès

### Coppa del Mondo
- Miglior piazzamento in classifica generale: 73ª nel 2021

### Coppa Europa
- Miglior piazzamento in classifica generale: 43ª nel 2023
- 1 podio:
  - 1 terzo posto

### Far East Cup
- Vincitrice della Far East Cup nel 2016 e nel 2017
- Vincitore della classifica di slalom gigante nel 2016 e nel 2017
- 54 podi:
  - 21 vittorie
  - 16 secondi posti
  - 17 terzi posti

#### Far East Cup - vittorie
| Data             | Località    | Paese         | Specialità |
| ---------------- | ----------- | ------------- | ---------- |
| 7 dicembre 2012  | Wanlong     | Cina          | GS         |
| 14 gennaio 2013  | Yongpyong   | Corea del Sud | SG         |
| 14 gennaio 2014  | Yongpyong   | Corea del Sud | SC         |
| 14 gennaio 2014  | Yongpyong   | Corea del Sud | SG         |
| 18 dicembre 2015 | Wanlong     | Cina          | GS         |
| 15 gennaio 2016  | Bears Town  | Corea del Sud | SL         |
| 3 marzo 2016     | Nozawaonsen | Giappone      | GS         |
| 18 gennaio 2017  | Yongpyong   | Corea del Sud | GS         |
| 4 marzo 2017     | Sapporo     | Giappone      | GS         |
| 8 marzo 2017     | Engaru      | Giappone      | GS         |
| 6 dicembre 2017  | Wanlong     | Cina          | SL         |
| 7 dicembre 2017  | Wanlong     | Cina          | SL         |
| 9 dicembre 2017  | Wanlong     | Cina          | GS         |
| 4 dicembre 2018  | Wanlong     | Cina          | SL         |
| 6 dicembre 2018  | Wanlong     | Cina          | GS         |
| 25 febbraio 2019 | Hanawa      | Giappone      | GS         |
| 26 febbraio 2019 | Hanawa      | Giappone      | GS         |
| 7 dicembre 2019  | Wanlong     | Cina          | GS         |
| 31 gennaio 2025  | Alpensia    | Corea del Sud | SL         |
| 1º febbraio 2025 | Alpensia    | Corea del Sud | SL         |
| 6 febbraio 2025  | Alpensia    | Corea del Sud | SL         |

Legenda:

SG = supergigante

GS = slalom gigante

SL = slalom speciale

SC = supercombinata

### Campionati giapponesi
- 15 medaglie:
  - 8 ori (slalom speciale nel 2015; slalom gigante, slalom speciale nel 2016; slalom speciale nel 2017; slalom speciale nel 2016; slalom gigante nel 2019; slalom gigante, slalom speciale nel 2020)
  - 5 argenti (slalom gigante nel 2013; slalom gigante nel 2015; slalom gigante nel 2017; slalom gigante nel 2018; slalom speciale nel 2023)
  - 2 bronzi (slalom speciale nel 2013; slalom speciale nel 2014)